# أندريه لويس ديبيرن
أندريه لويس ديبيرن (بالفرنسية: André-Louis Debierne 
تنطق بالفرنسية: [ɑ̃dʁe lwi dəbjɛʁn]
) (14 يونيو 1874 - 31 أغسطس 1949) عالم كيميائي فرنسي ويعتبر مكتشفًا لعنصر الأكتينيوم Ac والموضوع في الجدول الدوري ضمن الأكتينيدات تحديدًا.
درس ديبيرن في المدرسة العليا للفيزياء والكيمياء الصناعية بباريس (ESPCI ParisTech). كان طالبًا لدى العالم الكيميائي شارل فريدل، وكان صديقًا مقربًا للعالمان بيار وماري كوري وكان مرتبطًا بعملهما. في عام 1899، اكتشف عنصر الأكتينيوم المشع نتيجة لمواصلة العمل مع اليورانينيت الذي بدأه العالمان كوري، وبعد وفاة بيار كوري عام 1906 في حادث سير، عمل ديبيرن مع ماري كوري في التدريس والبحث.
في عام 1910، أعد هو وماري كوري مادة الراديوم في شكل معدني بكميات مرئية، لكنها لم يحتفظا بها معدنية، وإنما فقط سعوا لإثبات وجود هذا المعدن على سبيل الفضول العلمي، أعادوا تحويله بعد ذلك إلى مركبات يمكنهم من خلالها مواصلة أبحاثهم.
حضر ديبيرن أول مؤتمرات سولفاي للكيمياء عام 1922 والتي كانت بعنوان «خمسة أسئلة للأحداث الجارية».

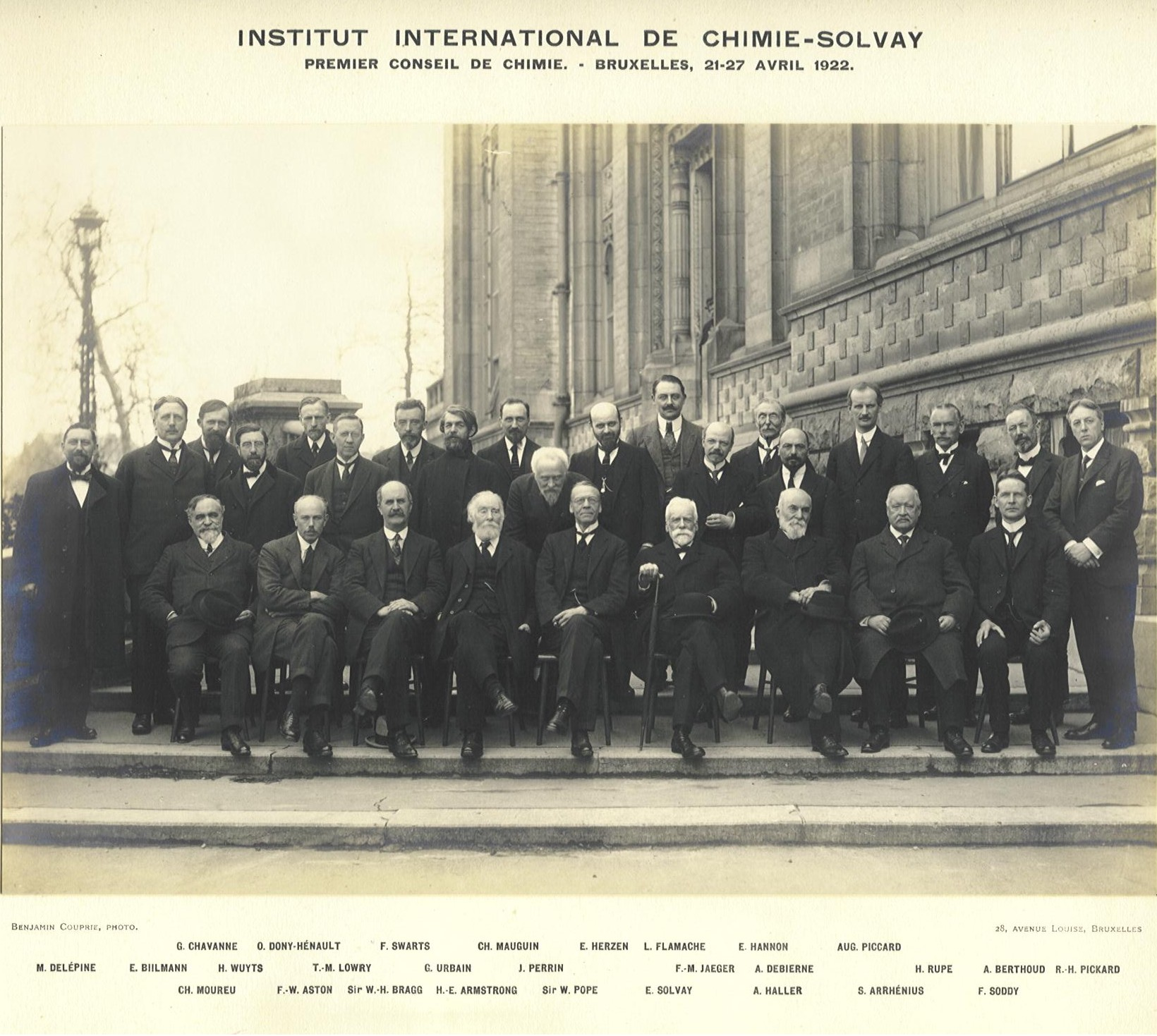
مؤتمر سولفاي الأول للكيمياء عام 1922، يظهر أندريه لويس ديبيرن أقصى يمين الصف الأوسط (يمين وسط الصورة)

## وصلات خارجية
- باللغة الفرنسية المعلومات الشخصية